# Obyčejní lidé
Obyčejní lidé (v originále Ordinary People) je americké filmové drama. Film režíroval Robert Redford a hlavními herci jsou Donald Sutherland, Mary Tyler Moore, Timothy Hutton, Judd Hirsch a Elizabeth McGovern. Film měl premiéru v USA 19. září 1980. Snímek získal celkově čtyři Oscary – nejlepší film, režie, herec ve vedlejší roli a scénář.
Z pochopitelných důvodů film silněji zapůsobil ve Spojených státech, kde jeho strhující komerční úspěch odrážel vnímavost Ameriky osmdesátých let k tématu možnosti člověka porozumět svým citům.

## Děj
Hlavní postavou je středoškolák Conrad Jarrett, jehož přemáhá pocit viny, jelikož jeho oblíbený starší bratr se utopil při neštěstí na moři, které on sám přežil. Doléhají na něho sebevražedné deprese. U své rezervované, necitelné matky Beth nenalézá žádné pochopení ani pomoc. Ta se vyžívá v přemrštěném udržování pořádku a v pečlivě připravených výstupech tvrdě v sobě potlačuje pocity záště a vzteku. Conradův úspěšný, tolerantní otec Calvin projevuje o chlapce zájem, ale nedokáže s ním mluvit o důležitých věcech a neumí vyjádřit své city. Dostat se do Conradovy blízkosti a povzbudit ho k přijetí vlastní hluboké úzkosti a nenávisti k sobě samému tak zůstává na upřímném, citlivém psychiatrovi. Je zřejmé, že chlapce může zachránit pouze otcova láska, přičemž ale navázání vztahu představuje bolestivou volbu.
Děj se odehrává v prostředí zámožného chicagského předměstí a pod zdánlivě poklidným povrchem, s nímž je zobrazen společenský status Jarrettových a jejich privilegovaného pohodlí, roste napětí.

## Obsazení
| Donald Sutherland  | Calvin Jarrett       |
| Mary Tyler Moore   | Beth Jarrett         |
| Timothy Hutton     | Conrad Jarrett       |
| Judd Hirsch        | Dr. Tyrone C. Berger |
| Elizabeth McGovern | Kouč Salan           |
| Dinah Manoff       | Karen Aldrich        |

## Ocenění
"Jdeme na pohřeb našeho syna a ty se staráš, jaké si vezmu boty!" U některých lidí dodnes vzbuzuje pobouření skutečnost, že nádherně řemeslně provedený a uměřený režisérký debut Roberta Redforda porazil při udílení Cen Akademie film Martina Scorseseho Zuřící býk, když získal Oscary za nejlepší film a režii. Další ocenění snímek Obyčejní lidé přinesl devatenáctiletému Timothymu Huttonovi za nejlepší herecký výkon ve vedlejší roli (dodnes jde o nejmladšího člověka, který kdy získal Oscara za herecký výkon) a scenáristovi Alvinu Sargentovi za citlivou, uvážlivou adaptaci slavného románu Judith Guestové a dopadu úmrtí dospívajícího syna na jeho rodinu.
- 1981 Oscar za nejlepší film

- 1981 Oscar za nejlepší režii (Robert Redford)

- 1981 Oscar za nejlepšího herce ve vedlejší roli (Timothy Hutton)

- 1981 Oscar za nejlepší adaptovaný scénář (Alvin Sargent)